# Bengtsfors (gemeente)
Bengtsfors is een Zweedse gemeente in Dalsland. De gemeente behoort tot de provincie Västra Götalands län. Ze heeft een totale oppervlakte van 1066,0 km² en telde 10.335 inwoners in 2004.
De Zweedse komediefilm Kopps is in deze gemeente opgenomen.

## Plaatsen
- Bengtsfors (plaats)
- Dals Långed
- Billingsfors
- Bäckefors
- Skåpafors
- Gustavsfors
- Asketveten
- Ekebol
- Dingelvik

Åmål · Bengtsfors · Dals-Ed · Färgelanda · Mellerud · Säffle · Vänersborg